# Derriere Dos
Derriere Dos es una localidad de Santa Lucía, que forma parte del distrito de Anse La Raye.